# Sanctuaire d'Akab
Le sanctuaire d'Akab est un sanctuaire marin en os de dugong, découvert en 2009 par une mission archéologique française sur l'île d'Akab (près du détroit d'Ormuz), dans l'émirat d'Oumm al-Qaïwaïn, aux Émirats arabes unis. Il s'agit du plus ancien site de ce genre en Arabie (daté de 3500 à 3200 avant notre ère, 5140 ± 55, BP).
Ce sanctuaire se situait près d'un village de pêcheurs dont on a retrouvé les habitations. Le sanctuaire a l'allure d'une plate-forme en forme d'œuf de 10 m² et d'une hauteur de 40 cm qui regroupe les restes d'une quarantaine de dugongs, disposés de façon rituelle. C'est un site rituel du Néolithique, le plus ancien de ceux de la Péninsule Arabique.

## Source
- CNRS, « Découverte du plus ancien sanctuaire d'Arabie : la structure en os de dugong de l'île d'Akab », 18 septembre 2009
- Publication de S. Méry, V. Charpentier, G. Auxiette, E. Pellé (2009). « A dugong bone mound: the Neolithic ritual site on Akab in Umm al-Quwain, United Arab Emirates ». revue Antiquity 83.321: 696-708